# 波斯青年共产主义联盟
波斯青年共產主義聯盟是波斯的一個共產主義青年組織。波斯青年共產主義聯盟成立於1920年7月31日。該聯盟對穆爾扎·庫切克·汗的追隨者進行鼓動和宣傳活動，並組織武裝行動。波斯青年共產主義聯盟在波斯社會主義蘇維埃共和國滅亡後遭到鎮壓。波斯青年共產主義聯盟隸屬於青年共產國際。